# The Masque of the Red Death
"A Máscara da Morte Rubra" (The Masque of the Red Death) é um conto gótico do escritor norte-americano Edgar Allan Poe, publicado pela primeira vez em maio de 18421. A história narra a tentativa do Príncipe Próspero de evitar uma praga mortal, conhecida como Morte Rubra, isolando-se com outros nobres em sua abadia fortificada. Durante um baile de máscaras, uma figura misteriosa, representando a própria Morte Rubra, penetra no local, levando todos à morte. O conto é amplamente interpretado como uma alegoria sobre a inevitabilidade da morte e a futilidade de tentar escapar dela23.

## Enredo
A narrativa se passa em uma região não identificada, assolada por uma terrível praga conhecida como a Morte Rubra — uma doença extremamente contagiosa, marcada por hemorragias profusas, dores lancinantes e morte rápida, geralmente dentro de meia hora após os primeiros sintomas45. A descrição da peste evoca imagens de doenças históricas como a peste bubônica ou febres hemorrágicas6.
Na tentativa de escapar da morte, o Príncipe Próspero, um nobre extravagante e poderoso, convida mil amigos — cortesãos, músicos, artistas e aristocratas — para se refugiarem com ele em uma abadia fortificada17. O edifício é vedado por portões de ferro soldados, provendo uma falsa sensação de segurança contra a praga.
Após alguns meses de isolamento, o príncipe decide oferecer um baile de máscaras luxuoso para seus convidados. A festa ocorre em uma sequência de sete salões, cada um decorado com uma cor diferente: azul, púrpura, verde, laranja, branco, violeta e, finalmente, o último — negro com vitrais vermelhos — de aparência particularmente sinistra8. Este último cômodo é evitado pela maioria dos convidados, pois causa uma sensação de desconforto, especialmente devido à presença de um relógio de ébano, que emite um som grave e profundo a cada hora, fazendo com que todos parem momentaneamente o que estão fazendo9.
No auge da festividade, pouco antes da meia-noite, surge entre os convidados uma figura mascarada jamais vista antes. A figura está vestida como um cadáver, com trajes funerários e uma máscara que imita os sinais horrendos da Morte Rubra. A aparência da figura é tão perturbadora que provoca terror e indignação nos presentes110.
Próspero, enfurecido pela audácia da aparição, ordena que capturem o intruso, mas todos hesitam. O próprio príncipe toma uma adaga e persegue a figura através dos salões coloridos, até alcançá-la no sétimo salão, onde, ao tentar atacá-la, cai morto. Os outros convidados, reunindo coragem, cercam a figura e tentam arrancar sua máscara — apenas para descobrir que não há nada sob ela13. Trata-se da própria personificação da Morte Rubra, que penetrou o refúgio dos privilegiados. Um a um, todos morrem.

O conto encerra com uma das frases mais célebres da obra de Poe:
“E então reconheceu-se a presença da Morte Rubra. Ela viera como um ladrão na noite...”1

## Temas
Inevitabilidade da Morte
O tema central do conto é a inevitabilidade da morte. Nenhuma riqueza, poder ou isolamento pode proteger os vivos do fim inevitável311. A figura da Morte Rubra não é apenas uma praga literal, mas um símbolo da própria mortalidade humana.
Alegoria e Simbolismo
Cada elemento da narrativa possui valor simbólico. O castelo representa o isolamento da elite; os salões, as etapas da vida; o último quarto, a morte. A figura mascarada é a própria morte — invisível, inevitável e inelutável312.
Luxo versus Realidade
O conto critica a elite que tenta ignorar o sofrimento coletivo, refugiando-se em prazer e opulência. Poe sugere que o castelo não é forte o bastante para conter as forças da realidade e da mortalidade313.
Tempo e Transitoriedade
O relógio de ébano simboliza a passagem do tempo e a aproximação da morte. As badaladas silenciam a festa, relembrando que o fim está sempre presente314.

## Adaptações
A influência de A Máscara da Morte Rubra se estende por várias mídias, reafirmando seu valor simbólico e estético. No cinema, destacam-se a versão de 1964 com Vincent Price, dirigida por Roger Corman15, e a versão de 1989 dirigida por Alan Birkinshaw16. Em teatro, destaca-se a produção imersiva da companhia britânica Punchdrunk em 200717. No audiovisual, o segmento da animação Extraordinary Tales (2015) traz uma adaptação contemporânea18. Em rádio, a narração de Basil Rathbone e o episódio 230 do CBS Radio Mystery Theater são referências importantes1920.
No RPG, o cenário Masque of the Red Death and Other Tales, lançado em 1994 para AD&D 2ª Edição, transpõe o conto para uma versão alternativa do século XIX chamada Gothic Earth21. Fãs adaptaram o cenário para D&D 5e, criando versões com regras específicas e ambientação gótica2223.